# Hattie Morahan
Pour les articles homonymes, voir Morahan.
Hattie Morahan, née le 7 octobre 1978, est une actrice anglaise.

## Biographie
Elle est la plus jeune fille du réalisateur Christopher Morahan et de l'actrice Anna Carteret.
Elle fait ses études à Frensham Heights School and New Hall, Cambridge, où elle a obtenu un diplôme d'anglais. Elle fait ses débuts à 17 ans, à la BBC, dans le rôle d'Una Gwithian, dans une adaptation télévisuelle de The Peacock Spring (1996).
Elle rejoint la Royal Shakespeare Company en 2001. Elle joue dans le film de 2007 The Golden Compass (À la croisée des mondes : La Boussole d'or), The Bank Job (Braquage à l'anglaise), ainsi que dans Raison et Sentiments (Sense and Sensibility), série télévisée de 2008 d'après le roman de Jane Austen, dans laquelle elle joue le rôle d'Elinor Dashwood.

## Théâtre
- 2001 : Love In A Wood, mise en scène de Tim Supple, RSC Sawan Theatre : Lucy
- 2001 : Hamlet, mise en scène de Steven Pimlott, RSC Stratford and Barbican : une femme
- 2001 : The Prisoner's Dilemma, mise en scène de Michael Attenborough, RSC The Other Place and The Pit, Barbican : Emilia
- 2002 : Night of the Soul, mise en scène de David Farr, RSC The Pit, Barbican : Tracy
- 2002 : The Circle, mise en scène de Mark Rosenblatt, YK Tour : Elizabeth
- 2003 : Arsenic et vieilles dentelles, mise en scène de Francis Matthews, Strand Theatre : Elaine
- 2003 : Power (en), mise en scène de Lindsay Posner, Cottesloe Theatre : Louise de la Vallière
- 2004 : Singer, mise en scène de Sean Holmes, Oxford Stage Company, UK tour : Ruby
- 2004 : Iphigénie en Aulide, mise en scène de Katie Mitchell, Lyttelton Theatre : Iphigenia
- 2005 : La Nuit des rois, mise en scène de Ian Brown, West Yorkshire : Viola
- 2006 : See How They Run (en), mise en scène de Douglas Hodge, UK tour : Penelope Toop
- 2006 : The Seagull, mise en scène de Katie Mitchell, Oliver Theatre : Nina
- 2008 : The City, mise en scène de Katie Mitchell, Royal Court Theatre : Clair
- 2008 : ...some trace of her, fondé sur L'Idiot, mise en scène de Katie Mitchell, National Theatre Cottesloe : Nastasya
- 2008-2009 : The Family Reunion, mise en scène de Jeremy Herrin, Donmar Warehouse : Mary
- 2009 : Time and the Conways, mise en scène de Rupert Goold, National Theatre Lyttelton : Kate Conway
- 2010 : The Real Thing, mise en scène de Tom Stoppard, Old Vic : Annie
- 2011 : Penty, mise en scène de David Hare, Crucible Theatre : Susan Traherne
- 2012 : Une maison de poupée, mise en scène de Young Vic : Nora Helmer
- 2019 : Un espion très recherché : Suzanne[réf. nécessaire]

## Filmographie

### Cinéma

#### Longs métrages
- 2007 : À la croisée des mondes : La Boussole d'or (His Dark Materials: The Golden Compass) de Chris Weitz : Sœur Clara
- 2008 : Braquage à l'anglaise (The Bank Job) de Roger Donaldson : Gale Benson
- 2013 : Summer in February de Christopher Menaul : Laura Knight
- 2013 : Having You de Sam Hoare : Lucy
- 2015 : Mr. Holmes de Bill Condon : Ann Kelmot
- 2016 : Alice de l'autre côté du miroir (Alice Through the Looking Glass) de Tim Burton : La Reine Elsmere
- 2017 : La Belle et la Bête (Beauty and the Beast) de Bill Condon : Agathe / l'Enchanteresse
- 2019 : Official Secrets de Gavin Hood : Yvonne Ridley
- 2022 : La Ruse (Operation Mincemeat) de John Madden : Iris Montag

#### Courts métrages
- 2002 : Too Close to the Bone de Sebastian Godwin
- 2004 : Out of Time de Blake et Dylan Ritson : Réceptionniste
- 2009 : The Visit de Amelia Hann : une fille
- 2009 : Love Hate de Blake et Dylan Ritson : Claire
- 2010 : Good Boy de Ben Manley, Blake et Dylan Ritson : Ms Coward
- 2011 : Victims de Tim Berry : Ellen
- 2012 : Nora de Carrie Cracknell : Nora
- 2013 : Penelope de Dan Susman : Helen

### Télévision

#### Séries télévisées
- 2004 : New Tricks : Totty Vogel-Downing (1 épisode)
- 2004 : Bodies (en) : Beth Lucas Hall (7 épisodes)
- 2007-2012 : Outnumbered : Jane (5 épisodes)
- 2008 : Scotland Yard, crimes sur la Tamise : Sally Lawson (2 épisodes)
- 2008 : Raison et sentiments (Mini-série) : Elinor Dashwood (3 épisodes)
- 2008 : Masterpiece Classic : Elinor Dashwood (1 épisode)
- 2008 : Agatha Christie's Marple : Elaine Fortescue (1 épisode)
- 2010 : Money (Mini-série) : Martina Twain (2 épisodes)
- 2010 : Lark Rise to Candleford : Enid Fairley (1 épisode)
- 2011 : Inspecteur Lewis : Ruth Brooks (1 épisode)
- 2012 : Eternal Law : Hannah English (6 épisodes)
- 2013 : Inspecteur Barnaby : Hayley Brantner (1 épisode)
- 2014 : Londres, police judiciaire : Alison Gardner (1 épisode)
- 2014 : Enquêtes codées : Alice (4 épisodes)
- 2015 : The Outcast (en) (Mini-série) : Elizabeth Aldridge (2 épisodes)
- 2015 : Ballot Monkeys : Siobhan Hope (5 épisodes)
- 2015 : Arthur & George : Jean Leckie (3 épisodes)
- 2016 : My Mother and Other Stangers : Rose Coyne (5 épisodes)
- 2019 : Un espion très recherché (Bez vědomí) (mini-série) d'Ivan Zachariáš – Susanne Clayton
- 2024 : Double piège : Caroline Burkett

#### Téléfilms
- 1996 : The Peacock Spring de Christopher Morahan : Una Gwithian
- 2008 : Bike Squad de Guy Jenkin : WPC Julie Cardigan